# Petreni
Petreni è un comune della Moldavia situato nel distretto di Drochia di 1.179 abitanti al censimento del 2004

## Storia
Il comune è un rinomato sito della Cultura di Cucuteni-Trypillia.

## Località
Il comune è formato dall'insieme delle seguenti località (popolazione 2004):
- Petreni (1.077 abitanti)
- Popeştii Noi (102 abitanti)